# 사이토 다이치
사이토 다이치(일본어: 最東 対地, 1980년 5월 9일 - )는 일본의 작가이다. 오사카부 교노시 출신이다.

## 인물
음식·소매업계를 거쳐 출판사에 근무한 후, 현재는 프리라이터.

## 경력
2013년부터 집필 활동을 개시했다. 2016년에 투고작 《야장》에서 제23회 일본 공포 소설 대상 《독자상》을 수상해 작가 데뷔했다.

## 작품 목록
- 2016년　《야장》
- 2017년　《#확산기망》
- 2018년 《에지키쇼를 부르지 말아라》
- 2018년 《원령진단》
- 2019년 《오루스반》
- 2020년 《네야가와 아비게일 검은 모모의 아이돌》
- 2020년 《KAMINARI》
- 2020년 《이세괴 증후군》
- 2021년 《칠괴기》
- 2021년 《카이탄 괴담사 린》
- 2021년 《후타리카쿠렌보》